# Astragalus membranaceus
Astragalus membranaceus (syn. Astragalus propinquus), també conegut en xinès com a huáng qí (simplificat: 黄芪; tradicional: 黃芪) o běi qí (北芪), és una espècie de planta medicinal fabàcia.
És una de les 50 herbes fonamentals utilitzada en la medicina tradicional xinesa contra la diabetes.
En la medicina occidental, és considerada un tònic i presa en infusió com a digestiva, utilitzant la rel seca de la planta, sovint combinada amb altres plantes medicinals. Tradicionalment, s'usa per a millorar el sistema immunològic i per al tractament de ferides.